# Pfarrkirche Fontanella

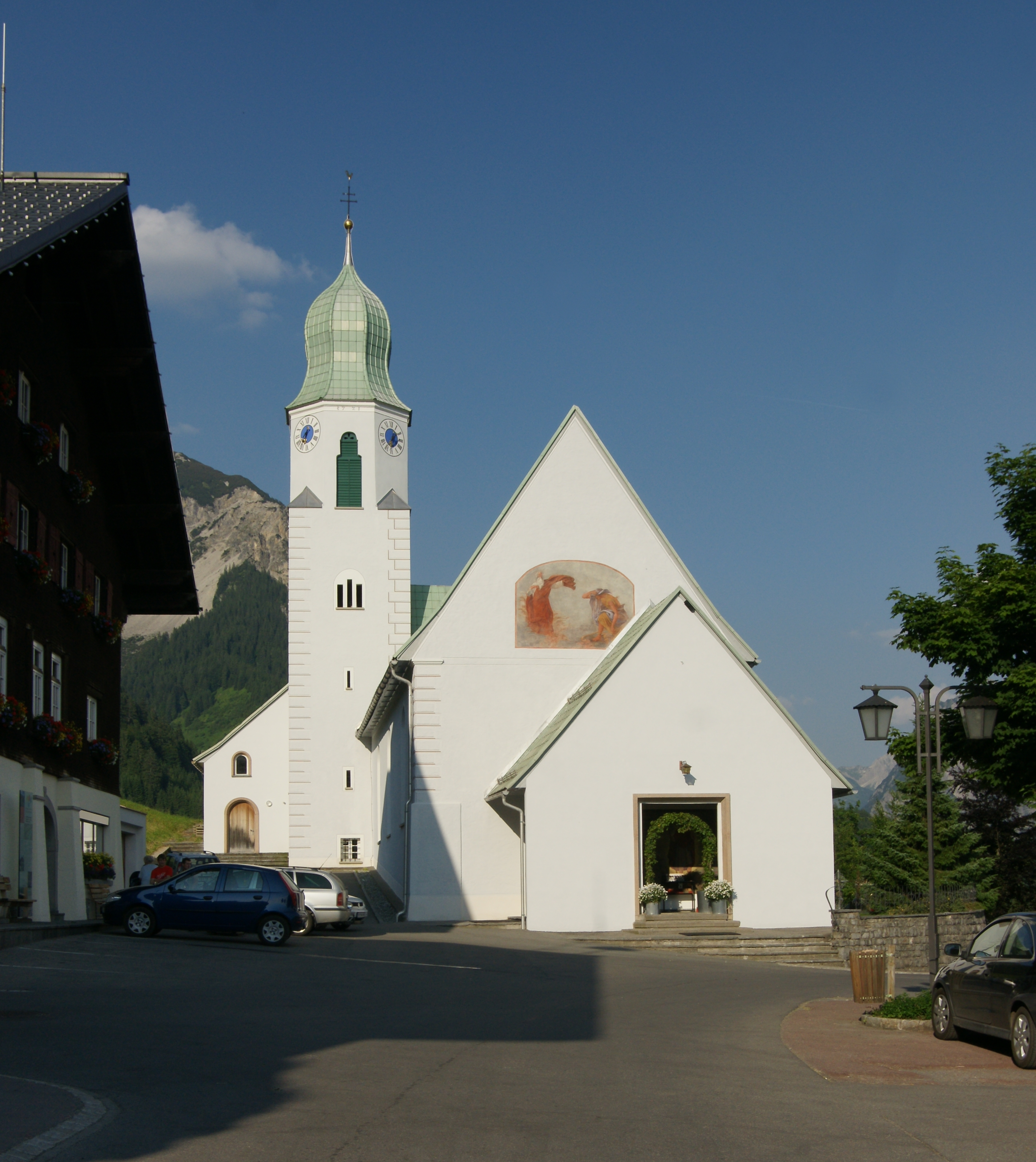
Pfarrkirche hl. Sebastian in Kirchberg in Fontanella

Die Pfarrkirche Fontanella steht im Ort Kirchberg in der Gemeinde Fontanella im Großen Walsertal in Vorarlberg. Die römisch-katholische Pfarrkirche hl. Sebastian gehört zum Dekanat Walgau-Walsertal in der Diözese Feldkirch. Die Kirche und der Friedhof stehen unter Denkmalschutz.

## Geschichte
An der Stelle einer Kapelle wurde von 1664 bis 1673 mit einer Stiftung vom Magister Ulrich Hartmann, Pfarrer auf der anderen Bergseite in Damüls im Bregenzerwald, eine Kirche erbaut, und in Folge wurde die Kirche 1674 zur Pfarrkirche erhoben und Hartmann der erste Pfarrer. Der barocke Kirchenbau wurde 1847 erweitert. 1871 war eine Innenrestaurierung, 1967 eine Restaurierung, 1980 eine Renovierung. 1982 wurde eine Totenkapelle angebaut.

## Architektur
Das Langhaus mit drei Rundbogenfenstern und der eingezogene Chor mit einer eingezogenen Apsis stehen unter einem gemeinsamen Satteldach. Die Westfassade wird durch eine nach Süden versetzte Vorhalle unter einem Satteldach akzentuiert. Das Westportal ist steingehauen. In der Westfassade ist ein Gemälde Moses und Brennender Dornbusch des Malers Anton Jehly (1923). Der Nordturm am Chor mit einem hohen quadratischen Geschoß hat eine achteckige Glockenstube mit vier Rundbogenschallöffnungen und eine Zwiebelhaube. Im Osten am Turm steht ein zweigeschoßiger Sakristeianbau unter einem Pultdach. Im Nordosten der Kirche ist eine Totenkapelle angebaut.
Im Kircheninneren zeigt sich das Langhaus mit einem umlaufenden Gesims, einer Hohlkehle und seit 1871 mit einer Flachdecke mit profilierten Stuckrahmen und drei quadratischen Stuckfeldern mit Rosetten des Stuckateurs Studer. Auch die Rundbogenfenster im Chor und Langhaus haben profilierte Stuckrahmungen. Die Westempore mit gerader Brüstung steht auf zwei Säulen. Der eingezogene hohe und schmale Chorbogen hat Kapitelle. Der einjochige Chor mit einem Rundabschluss hat ein Kreuzgratgewölbe auf Wandpfeilern. Die Glasmalerei in Chor, links Sebastian, rechts Martin, malte Albert Rauch (1968).

## Ausstattung
Der neuromanische Tabernakelaufbau mit einem Standkreuz aus dem Ende des 18. Jahrhunderts hat die Seitenfiguren Peter und Paul aus 1871. Die Figuren Maria mit Kind links und Herz Jesu rechts an der Chorbogenwand schuf der Bildhauer Albert Winkler um 1910.
Die Orgel bauten die Gebrüder Mayer (1919) in einem neuromanischen Gehäuse.

## Trivia
Der Kirche zugeordnet ist die Kapelle hl. Anne in Faschina, die zu Beginn des 18. Jahrhunderts errichtet wurde.